# Chirita laxiflora
Chirita laxiflora är en tvåhjärtbladig växtart som beskrevs av Wen Tsai Wang. Chirita laxiflora ingår i släktet Chirita och familjen Gesneriaceae. Inga underarter finns listade i Catalogue of Life.